# Sopranal
 (octobre 2012).
Sopranal est un rappeur belge, originaire de la région de Charleroi. Son surnom est un mot-valise comprenant Soprano, référence au rappeur français, et du mot « anal ». La particularité de son style est d'user de phrases en wallon avec un langage peu respectable dans ses chansons, le tout avec un certain humour et une autodérision.

## Biographie
Sopranal se fait connaître grâce à son clip de rap Leffe Leffe, en référence à la bière du même nom, sorti en 2007, où il déclare son fanatisme à cette bière belge, qui est d'ailleurs devenue le symbole du chanteur. 
Au cours de cette même année Sopranal sort la diss song, Sopranal clash Michou où il s'en prend à MC Michou, rappeur de Bracquegnies connu pour son morceau Petit de partagé sorti en 2003, critiqué par de nombreux internautes à la suite de ses vidéos en duo avec Petit de Partagé où ils apparaissaient ensemble torse nu et où il menacent notamment de fermer son site. La raison de ce clash est inconnue, mais MC Michou répliquera avec Avertissement à Sopranal. Au cours de la même année, Sopranal poste une vidéo intitulée Clash Booba, Sopranal s'énerve, où il s'en prend au rappeur français des Hauts-de-Seine. Dans son morceau Leffe Leffe, Sopranal avait déjà lancé une pique à Rohff, Booba (« et toute el binde ») en guise de conclusion à son tube. Les rappeurs ciblés n'ont pas réagi.
En 2011, après de multiples sorties de singles, Sopranal sort son premier et unique album studio, intitulé Wallifornie Love, qui s'écoulera à des dizaines d'exemplaires. « Giufa, [...] qui a travaillé avec un des membres du [...] groupe [...] IAM produit, réalise les clips et compose la musique ». Pour assurer la promotion de son disque, Sopranal donne des concerts à travers la Wallonie lors de la tournée Boyard Land Tour. Le 27 mai 2011, il passe à Binche pour tourner son clip Guindaille. Entretemps, il tourne à Bruxelles (Parc Astrid, Coliséum, Vecteur).
Le rappeur ne donne plus signe d'activité depuis 2013.

## Polémiques
Selon RTBF, « certaines personnes reprochent (...) à Sopranal d'être trop vulgaire et d'inciter à la consommation d'alcool. Des voix s'élèvent aussi contre les clichés négatifs qu'il propagerait de la Wallonie. »

## Clips
- 2007 : Leffe Leffe (feat. Lucien El Rapia)
- 2008 : Bière de Rue (feat. Lucien El Rapia)
- 2008 : Everyday J'Kette Josselyne
- 2009 : Boyard Nation (feat. Lucien El Rapia)
- 2009 : Pia d'mes couilles
- 2010 : Cette Trouille
- 2011 : Guindaille
- 2012 : Wallifornie Love (feat. Lucien El Rapia)
- 2013 : Rasta Boyard Man